# Jan Topczewski
Jan Topczewski (ur. 27 grudnia 1895 w Olszewie, zm. ?) – podpułkownik piechoty Wojska Polskiego, kawaler Orderu Virtuti Militari.

## Życiorys
Urodził się 27 grudnia 1895 w Olszewie, pow. bielski, jako syn Klemensa. Po zakończeniu I wojny światowej został przyjęty do Wojska Polskiego. W stopniu podporucznika brał udział w wojnie polsko-bolszewickiej w szeregach 28 pułku piechoty, za co w 1921 otrzymał Krzyż Srebrny Orderu Wojskowego Virtuti Militari. Został awansowany na stopień kapitana piechoty ze starszeństwem z dniem 1 czerwca 1919, a później na stopień majora piechoty ze starszeństwem z dniem 1 stycznia 1928.
Na przełomie lat 20. służył nadal jako oficer 28 pułku piechoty w Łodzi, w 1928 był dowódcą I batalionu w 28 pułku piechoty, od 23 grudnia 1929 do 28 czerwca 1933 był kwatermistrzem pułku, po czym został dowódcą batalionu. Do 24 sierpnia 1939 pełnił stanowisko zastępcy dowódcy 31 pułku piechoty, po czym w ramach mobilizacji w stopniu podpułkownika został dowódcą rezerwowego 146 pułku piechoty. Po wybuchu II wojny światowej w okresie kampanii wrześniowej został skierowany do obrony Palmir z resztkami swojej jednostki (ok. 600 ludzi), wzmocnionej kompanią 13 pułku piechoty i 2 baterią 71 dywizjonu artylerii lekkiej oraz mniejszymi oddziałami. Po drodze przyłączył do swoich sił napotkane oddziały z kadry Centrum Wyszkolenia Kawalerii i Centrum Wyszkolenia Artylerii. Walka o składnicę zakończyła się niepowodzeniem, a po odwrocie i bitwie pod Łomiankami, Topczewski stanął na czele zdziesiątkowanych oddziałów i zdołał przebić się z nimi do Warszawy.

## Ordery i odznaczenia
- Krzyż Srebrny Orderu Wojskowego Virtuti Militari[15] nr 5120 – 1921[3]
- Krzyż Niepodległości – 17 marca 1932[16]
- Krzyż Walecznych – trzykrotnie
- Złoty Krzyż Zasługi – 19 marca 1935[17][18]